# Symblepharis vaginata
Symblepharis vaginata är en bladmossart som beskrevs av Roelof J.van der Wijk och Margadant 1959. Symblepharis vaginata ingår i släktet Symblepharis och familjen Dicranaceae. Inga underarter finns listade i Catalogue of Life.